# Denison Clift
Denison Clift (San Francisco, 3 maggio 1885 – Hollywood, 17 dicembre 1961) è stato uno sceneggiatore, regista e produttore statunitense.

## Filmografia

### Sceneggiatore
- Wolves of the Rail, regia di William S. Hart (1918)
- Wedlock, regia di Wallace Worsley - soggetto e sceneggiatura (1918)
- His Birthright, regia di William Worthington - soggetto (1918)
- The Danger Zone, regia di Frank Beal - sceneggiatura (1918)
- The Midnight Patrol, regia di Irvin Willat - scenario (1918)
- And a Still Small Voice, regia di Bertram Bracken - soggetto (1918)
- The Call of the Soul, regia di Edward LeSaint (1919)
- Gambling in Souls, regia di Harry F. Millarde (1919)
- The Love That Dares, regia di Harry F. Millarde (1919)

- The Splendid Sin, regia di Howard M. Mitchell - sceneggiatura (1919)
- Snares of Paris, regia di Howard M. Mitchell - soggetto, sceneggiatura (1919)
- Il maniaco della velocità (The Speed Maniac), regia di Edward J. Le Saint (1919)
- A Girl in Bohemia, regia di Howard M. Mitchell (1919)
- The Tattlers, regia di Howard M. Mitchell - sceneggiatura (1920)
- The Little Wanderer, regia di Howard M. Mitchell - soggetto e sceneggiatura (1920)
- Il veliero trionfante (The Yankee Clipper), regia di Rupert Julian - soggetto (1927)
- La donna contesa (The Woman Disputed), regia di Henry King e Sam Taylor - lavoro teatrale (1928)
- El impostor, regia di Lewis Seiler (1931)
- The Mystery of the Mary Celeste, regia di Denison Clift (1935)
- Secrets of Scotland Yard, regia di George Blair - adattamento, sceneggiatura (1944)
- End of the Road, regia di George Blair - sceneggiatura (1944)

### Regista
- What Would You Do?, co-regia di Edmund Lawrence (1920)
- The Last Straw, co-regia di Charles Swickard (1920)
- The Iron Heart
- Demos (1921)
- The Diamond Necklace (1921)
- A Woman of No Importance (1921)
- The Mystery of the Mary Celeste (1935)